# Gautier Capuçon
Gautier Capuçon (Chambéry, 3 september 1981) is een Frans cellist.
Capuçon studeerde aan de École Nationale de Musique de Chambéry, het Conservatoire Supérieur de Paris en het Conservatoire national supérieur de musique et de danse. Hij vervolmaakte zich nadien ook in Wenen als een leerling van Heinrich Schiff aan de Universität für Musik und darstellende Kunst Wien.
Hij speelde in het European Community Youth Orchestra en het Gustav Mahler Jeugdorkest met dirigenten als Bernard Haitink, Pierre Boulez en Claudio Abbado.
Zijn meest gebruikte instrument is een cello gemaakt in 1701 door Matteo Goffriller, die hij in leen heeft. Alternatief speelt hij een instrument uit 1746, een cello van de hand van Joseph Contreras, in leen van de Banca della Svizzera Italiana. Zijn droominstrument blijft evenwel een cello van Domenico Montagnana. Capuçon speelt exclusief voor het platenlabel Erato, na eerder opnames voor Virgin Classics verzorgd te hebben.
Pianisten met wie hij regelmatig samen speelt zijn onder meer Nicholas Angelich, Martha Argerich, Daniel Barenboim, Stephen Kovacevich, Frank Braley en Hélène Grimaud. Hij speelde ook reeds met zijn oudere broer, de violist Renaud Capuçon.
- Bibsys: 4035363
- Bibliothèque nationale de France: cb141616528 (data)
- CiNii: DA15603564
- Gemeinsame Normdatei: 135257735
- International Standard Name Identifier: 0000 0001 0958 7838
- Library of Congress Control Number: no2003085050
- MusicBrainz: 03ebaa38-5d45-4347-93a5-1b31e9e7a44c
- Nationale Bibliotheek van Tsjechië: xx0091997
- Nationale Bibliotheek van Israël: 987007336588705171
- Réseau des bibliothèques de Suisse occidentale: 02-A008853938
- SNAC: w6zk8vb7
- Système universitaire de documentation: 077444418
- Virtual International Authority File: 19890077
- WorldCat: E39PBJt3VPGDVWc8q6FDfMJYyd